# Coupe de Russie de football
Pour les articles homonymes, voir Coupe de Russie.
La Coupe de Russie de football (en russe : Кубок России по футболу, Koubok Rossii po foutbolou) est une compétition de football à élimination directe organisée par la Fédération de Russie de football (RFS). Elle est créée en 1992 et succède à la Coupe d'Union soviétique.
Elle est accessible à tous les clubs professionnels de Russie et aux clubs amateurs détenant une licence de la Ligue de football professionnel russe. Le vainqueur de la compétition obtient une place pour l'édition suivante de la Ligue Europa et se qualifie par ailleurs pour l'édition suivante de la Supercoupe de Russie face au vainqueur du championnat russe.
L'actuel tenant du titre est le Zénith Saint-Pétersbourg, vainqueur de l'édition 2023-2024 pour son cinquième sacre. Les clubs les plus titrés de la compétition sont le club moscovite du Lokomotiv Moscou  et le CSKA Moscou avec neuf coupes remportées. Ce dernier ainsi que le Dynamo Moscou sont de plus les équipes comptant le plus de finales perdues avec quatre défaites pour chaque.

## Histoire

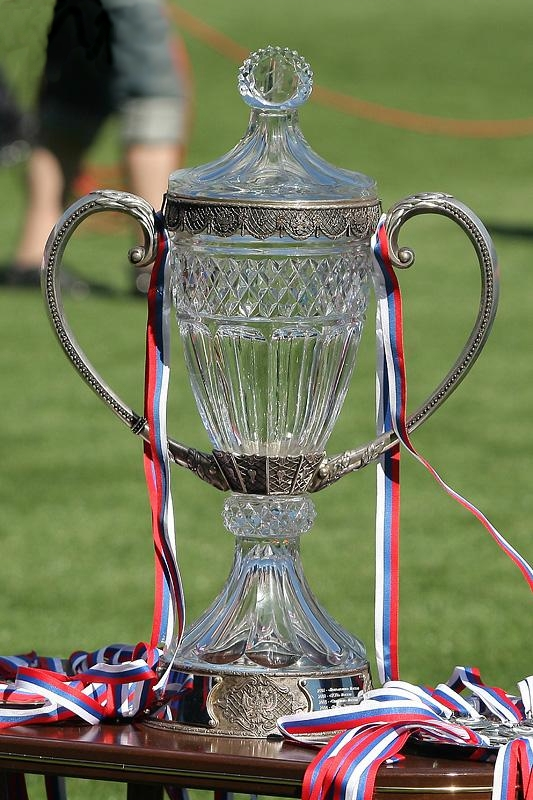
Trophée de la Coupe de Russie en 2009.

La première édition de la Coupe de Russie démarre au début du mois de mai 1992, soit cinq mois après la dissolution effective de l'Union soviétique et un peu plus de deux mois après le démarrage du nouveau championnat russe. Cette première édition est remportée par le Torpedo Moscou qui s'impose face au CSKA Moscou à l'issue d'une séance de tirs au but faisant suite à un match nul un partout au terme de la prolongation.
Les quatre premières éditions de la Coupe voient se défiler, Torpedo compris, quatre vainqueurs différents, tous issus de la ville de Moscou : le Spartak en 1994, qui réalise par ailleurs le doublé coupe-championnat cette année-là, le Dynamo en 1995 et le Lokomotiv en 1996, qui remporte dans la foulée l'édition 1997.
Le premier vainqueur non-moscovite est le Zénith Saint-Pétersbourg, qui remporte la compétition en 1999. La domination de la capitale reste cependant très marquée par la suite, la ville de Moscou totalisant en tout vingt coupes gagnées à elle seule, seulement suivie de la ville de Saint-Pétersbourg, par le biais du Zénith, qui en décompte à peine trois.
À partir de 2015, c'est au tour du Lokomotiv Moscou de connaître une nouvelle période faste dans la compétition, décrochant quatre titres entre 2015 et 2021 pour porter son total à neuf trophées remportés.
Le Terek Grozny, qui remporte la Coupe en 2004, est le premier, et en date le seul, club à remporter la compétition alors qu'il évolue en deuxième division, championnat qu'il remporte par ailleurs cette année-là. Trois autres équipes de la deuxième division ont également atteint la finale de la compétition : le FK Khimki en 2005, l'Alania Vladikavkaz en 2011, bien que celui-ci ait démarré cette édition en tant que club de première division avant d'être relégué entre le stade des huitièmes et des quarts de finale, ainsi que l'Avangard Koursk en 2018. Dans le cas inverse de l'Alania, le Sibir Novossibirsk, finaliste en 2010 démarre la compétition en tant qu'équipe de deuxième division avant d'être promu à l'issue de la saison 2009 et d'arriver en finale l'année suivante en tant qu'équipe de première division. Lors de l'édition 2019-2020, le FK Khimki atteint une nouvelle fois la finale de la compétition alors qu'il évolue au deuxième échelon, suivi dès la saison suivante par le Krylia Sovetov Samara.

## Format de la compétition

### Clubs participants
La compétition concerne tous les clubs professionnels de Russie, soit généralement les clubs composant les trois premières divisions du football russe ainsi que, depuis l'édition 2007-2008, les clubs amateurs s'étant vus délivrer une licence par la Ligue de football professionnel russe. La compétition démarre généralement durant la mi-juillet avec les confrontations concernant les équipes de la troisième division et les équipes amateurs, les différents participants étant à ce moment-là divisés par ensembles territoriaux (Centre et Ouest, Est, Oural-Privoljié et Sud) pour des raisons logistiques. Les clubs de deuxième division font leur entrée au stade des trente-deuxièmes de finale, constituant habituellement le quatrième ou le cinquième tour de la compétition, tandis que ceux de première division entrent en lice au tour suivant à l'occasion des seizièmes de finale.

### Déroulement
Démarrant au mois de juillet, la transition d'une année à la suivante prend généralement place entre le stade des huitièmes, joués en octobre, et des quarts de finale, joués au mois de février ou de mars de l'année suivante, l'intervalle coïncidant avec la longue trêve hivernale russe. La finale est quant à elle disputée durant le mois de mai. Elle prend place exclusivement à Moscou jusqu'en 2008 avant de devenir itinérante par la suite.
Les phases du tournoi se jouent toutes en manche unique. Un système en aller-retour est brièvement mis en place entre les éditions 2003-2004 et 2006-2007 entre le stade des seizièmes et des demi-finales, puis une nouvelle fois pour la saison 2018-2019 pour les quarts et les demi-finales, avant d'être abandonné par la suite. En cas de match nul, le match entre en phase de prolongation puis de tirs au but si les deux équipes ne se départagent pas entre-temps. La règle du but en or est par ailleurs en vigueur jusqu'à l'édition 2002-2003. La saison 2020-2021 verra l'introduction d'une phase de groupes préliminaire regroupant les équipes de la deuxième et de la troisième division.
Depuis sa création, le tournoi a toujours adopté un calendrier sur deux années civiles, entrant en contradiction avec celui du championnat russe qui se déroulait sur une seule année jusqu'à la saison 2011-2012 qui le voit adopter un calendrier similaire à celui de la Coupe. Lors des éditions antérieures à cette date, il a ainsi pu arriver que des équipes changent de division d'un tour à l'autre de la compétition entre deux saisons de championnat.

### Qualifications
Jusqu'en 1998, le vainqueur de la Coupe de Russie était qualifié pour la Coupe des coupes. Après la disparition de celle-ci en 1999, celui-ci se qualifie par la suite pour la Coupe UEFA, devenue Ligue Europa en 2009. Il se qualifie également pour la Supercoupe de Russie face au vainqueur du championnat russe s'il ne s'agît pas de la même équipe, auquel cas la place du vainqueur de la coupe est réattribué au deuxième du championnat. De la même façon, jusqu'à l'édition 2014-2015, si le vainqueur de la Coupe était déjà qualifié pour une compétition européenne d'une autre façon, la place attribuée à celui-ci était redonnée au finaliste, puis au championnat si celui-ci était également qualifié en Coupe d'Europe. Depuis lors, elle est directement réattribuée au championnat russe.

## Palmarès
| Saison    | Vainqueur                    | Score                | Finaliste                | Stade                                   | Affluence |
| --------- | ---------------------------- | -------------------- | ------------------------ | --------------------------------------- | --------- |
| 1992-1993 | Torpedo Moscou               | 1 - 1 ap (5 - 3 tab) | CSKA Moscou              | Stade Loujniki, Moscou                  | 20 000    |
| 1993-1994 | Spartak Moscou               | 2 - 2 ap (4 - 2 tab) | CSKA Moscou              | Stade Loujniki, Moscou                  | 30 000    |
| 1994-1995 | Dynamo Moscou                | 0 - 0 ap (8 - 7 tab) | Rotor Volgograd          | Stade Loujniki, Moscou                  | 20 000    |
| 1995-1996 | Lokomotiv Moscou             | 3 - 2                | Spartak Moscou           | Stade Dynamo, Moscou                    | 20 000    |
| 1996-1997 | Lokomotiv Moscou (2)         | 2 - 0                | Dynamo Moscou            | Stade Torpedo, Moscou                   | 13 800    |
| 1997-1998 | Spartak Moscou (2)           | 1 - 0                | Lokomotiv Moscou         | Stade Loujniki, Moscou                  | 36 800    |
| 1998-1999 | Zénith Saint-Pétersbourg     | 3 - 1                | Dynamo Moscou            | Stade Loujniki, Moscou                  | 22 000    |
| 1999-2000 | Lokomotiv Moscou (3)         | 3 - 2 ap             | CSKA Moscou              | Stade Dynamo, Moscou                    | 26 000    |
| 2000-2001 | Lokomotiv Moscou (4)         | 1 - 1 ap (4 - 3 tab) | Anji Makhatchkala        | Stade Dynamo, Moscou                    | 8 500     |
| 2001-2002 | CSKA Moscou                  | 2 - 0                | Zénith Saint-Pétersbourg | Stade Loujniki, Moscou                  | 48 000    |
| 2002-2003 | Spartak Moscou (3)           | 1 - 0                | FK Rostov                | Stade Lokomotiv, Moscou                 | 22 000    |
| 2003-2004 | Terek Grozny                 | 1 - 0                | Krylia Sovetov Samara    | Stade Lokomotiv, Moscou                 | 17 000    |
| 2004-2005 | CSKA Moscou (2)              | 1 - 0                | FK Khimki                | Stade Lokomotiv, Moscou                 | 25 000    |
| 2005-2006 | CSKA Moscou (3)              | 3 - 0                | Spartak Moscou           | Stade Loujniki, Moscou                  | 67 000    |
| 2006-2007 | Lokomotiv Moscou (5)         | 1 - 0 ap             | FK Moscou                | Stade Loujniki, Moscou                  | 45 000    |
| 2007-2008 | CSKA Moscou (4)              | 2 - 2 ap (4 - 1 tab) | Amkar Perm               | Stade Lokomotiv, Moscou                 | 24 000    |
| 2008-2009 | CSKA Moscou (5)              | 1 - 0                | Rubin Kazan              | Arena Khimki, Khimki                    | 13 000    |
| 2009-2010 | Zénith Saint-Pétersbourg (2) | 1 - 0                | Sibir Novossibirsk       | Olimp-2, Rostov-sur-le-Don              | 15 000    |
| 2010-2011 | CSKA Moscou (6)              | 2 - 1                | Alania Vladikavkaz       | Stade Chinnik, Iaroslavl                | 12 900    |
| 2011-2012 | Rubin Kazan                  | 1 - 0                | Dynamo Moscou            | Stade central, Iekaterinbourg           | 27 000    |
| 2012-2013 | CSKA Moscou (7)              | 1 - 1 ap (4 - 3 tab) | Anji Makhatchkala        | Stade Terek, Grozny                     | 28 000    |
| 2013-2014 | FK Rostov                    | 0 - 0 ap (6 - 5 tab) | FK Krasnodar             | Anji Arena, Kaspiisk                    | 19 500    |
| 2014-2015 | Lokomotiv Moscou (6)         | 3 - 1 ap             | Kouban Krasnodar         | Stade central, Astrakhan                | 16 000    |
| 2015-2016 | Zénith Saint-Pétersbourg (3) | 4 - 1                | CSKA Moscou              | Kazan Arena, Kazan                      | 36 660    |
| 2016-2017 | Lokomotiv Moscou (7)         | 2 - 0                | Oural Iekaterinbourg     | Stade olympique Ficht, Sotchi           | 24 500    |
| 2017-2018 | FK Tosno                     | 2 - 1                | Avangard Koursk          | Volgograd Arena, Volgograd              | 40 373    |
| 2018-2019 | Lokomotiv Moscou (8)         | 1 - 0                | Oural Iekaterinbourg     | Samara Arena, Samara                    | 38 018    |
| 2019-2020 | Zénith Saint-Pétersbourg (4) | 1 - 0                | FK Khimki                | Stade central, Iekaterinbourg           | 3 408     |
| 2020-2021 | Lokomotiv Moscou (9)         | 3 - 1                | Krylia Sovetov Samara    | Stade de Nijni Novgorod, Nijni Novgorod | 20 808    |
| 2021-2022 | Spartak Moscou (4)           | 2 - 1                | Dynamo Moscou            | Stade Loujniki, Moscou                  | 69 306    |
| 2022-2023 | CSKA Moscou (8)              | 1 - 1 (6 - 5 tab)    | FK Krasnodar             | Stade Loujniki, Moscou                  | 53 425    |
| 2023-2024 | Zénith Saint-Pétersbourg (5) | 2 - 1                | Baltika Kaliningrad      | Stade Loujniki, Moscou                  | 41 776    |
| 2024-2025 | CSKA Moscou (9)              | 0 - 0 (4 - 3 tab)    | FC Rostov                | Stade Loujniki, Moscou                  | 57 176    |

### Bilan par club
Le tableau ci-dessous résume les différents vainqueurs et finalistes de la compétition. Les équipes en italique n'existent plus.
| Club                     | Victoire(s) | Finale(s) | Édition(s) remportée(s)                              |
| ------------------------ | ----------- | --------- | ---------------------------------------------------- |
| Lokomotiv Moscou         | 9           | 1         | 1996, 1997, 2000, 2001, 2007, 2015, 2017, 2019, 2021 |
| CSKA Moscou              | 9           | 4         | 2002, 2005, 2006, 2008, 2009, 2011, 2013, 2023, 2025 |
| Zénith Saint-Pétersbourg | 5           | 1         | 1999, 2010, 2016, 2020, 2024                         |
| Spartak Moscou           | 4           | 2         | 1994, 1998, 2003, 2022                               |
| Dynamo Moscou            | 1           | 4         | 1995                                                 |
| FK Rostov                | 1           | 2         | 2014                                                 |
| Rubin Kazan              | 1           | 1         | 2012                                                 |
| Torpedo Moscou           | 1           | -         | 1993                                                 |
| Akhmat Grozny            | 1           | -         | 2004                                                 |
| FK Tosno                 | 1           | -         | 2018                                                 |
| Anji Makhatchkala        | -           | 2         |                                                      |
| Oural Iekaterinbourg     | -           | 2         |                                                      |
| FK Khimki                | -           | 2         |                                                      |
| FK Krasnodar             | -           | 2         |                                                      |
| Krylia Sovetov Samara    | -           | 2         |                                                      |
| Rotor Volgograd          | -           | 1         |                                                      |
| FK Moscou                | -           | 1         |                                                      |
| Amkar Perm               | -           | 1         |                                                      |
| Sibir Novossibirsk       | -           | 1         |                                                      |
| Alania Vladikavkaz       | -           | 1         |                                                      |
| Kouban Krasnodar         | -           | 1         |                                                      |
| Avangard Koursk          | -           | 1         |                                                      |
| Baltika Kaliningrad      | -           | 1         |                                                      |

1. ↑  Seul club à avoir remporté la compétition alors qu'il n'évoluait pas en première division. Il l'emporte en 2004 sous le nom Terek Grozny.